# Compostela (Davao de Oro)
Compostela (Bayan ng Compostela) är en kommun i Filippinerna. Kommunen tillhör Composteladalen och ligger på ön Mindanao. Folkmängden uppgår till 61 667 invånare.

## Barangayer
Compostela är indelat i 16 barangayer.
| - Bagongon - Gabi - Lagab - Mangayon - Mapaca - Maparat - New Alegria - Ngan | - Osmeña - Panansalan - Poblacion - San Jose - San Miguel - Siocon - Tamia - Aurora |